# Побуна у Терису
Побуна у Терису (грч. Επανασταση του Θερισου) је била побуна која је избила у марту 1905. против владе Крита, тада аутономне државе под османском влашћу. Побуну је предводио критски политичар Елефтериос Венизелос, а име је добила по родном селу његове мајке, Терисо, месту побуне.
Побуна је проистекла из спора између Венизелоса и острвског владара, принца Ђорђа од Грчке, око будућности острва, посебно око питања критске уније са Грчком. Порекло сукоба може се пратити до 1901. године, када је принц разрешио Венизелоса из владе. Непријатељство између Венизелоса и принца било је подстакнуто његовим односом према спољним односима и његовим одбијањем да се упусти у дијалог са својим саветницима о унутрашњим пословима острва. После дуже политичке борбе, Венизелос и његови следбеници одлучили су се на оружани устанак, са циљем уједињења Крита са Грчком и успостављања демократичније владе на острву.
Овај револт није само успоставио Венизелоса као водећег политичара на Криту, већ га је довео и до пажње ширег грчког света. Његова репутација ће 1909. године довести до његовог позива у Грчку, где је постао премијер.

## Историја

### Независност Крита
Године 1897. избила је обновљена побуна на Криту, који је од средине 17. века био под османском влашћу. Хришћанска већина острва желела је да се придружи Грчкој, али су се велике силе (Француска, Уједињено Краљевство, Русија, Немачка, Италија и Аустроугарска) противиле томе. Компромис је довео до стварања аутономне државе под османском влашћу, гарантованом присуством војних сила. Принц Ђорђе од Грчке, други син краља Ђорђа, именован је за високог комесара. Заузврат, принц је именовао Елефтериоса Венизелоса за премијера.
Убрзо су се појавиле несугласице између Венизелоса и принца. Њихов први сукоб се тицао изградње палате за принца Ђорђа. Убрзо по доласку на острво, овај је показао жељу за палатом. Венизелос је протестовао да би палата била симбол постојаности за режим који је намеравао да буде привремени, док се чекала унија са Грчком. Увређени принц је на крају одустао од захтева за палатом.
Главни извор несугласица између принца и Венизелоса односио се на њихову визију владе на острву. Иако је главни аутор острвског устава, Венизелос је веровао да је превише конзервативан и дао је принцу превише моћи. Критска скупштина имала је мало овлашћења и састајала се само једном у две године. Министри су у ствари били саветници принца, који је једини могао да одобрава законе.
У спољним односима, само принц Ђорђе је био овлашћен да се бави великим силама, што илуструје одсуство министра спољних послова. Принц је преузео одговорност за питање грчке анексије острва и разговарао о тој теми са министрима спољних послова Русије, Француске, Италије и Британије, не обазирући се да разговара са својим саветницима. У лето 1900. године, када се спремао да обиђе европске дворове, принц је изјавио: „Када будем путовао Европом, тражићу од сила за анексију, и надам се да ћу успети због својих породичних веза“. Венизелос је сматрао да би унија била преурањена, посебно зато што су критске институције још увек нестабилне. Уместо тога, препоручио је стварање критске војске, након чега би уследило повлачење европских трупа. Када се страна контрола смањи, унија са Грчком би могла да се деси. Међутим, јавно мњење и атинске новине нестрпљиве да унија успе.

### Смена Венизелоса
У фебруару 1901. силе су одбиле да изврше било какву промену статуса острва. Иако је ово показало исправност Венизелосовог приступа, што је принц Ђорђе јавно признао, управо је министар трпео нападе штампе.
Венизелос је поднео оставку у два наврата: прво 5. марта 1901, наводећи здравствене разлоге, а затим 18. марта, уз образложење да не може да ради док је у трајном неслагању са својим колегама и високим комесаром. Принц је одбио да прихвати његову оставку, уместо тога је више волео да га отпусти због непослушности. Дана 20. марта, плакати на зидовима у граду Хања објавили су принчеву смену Венизелоса.
Након његовог одласка, новине су покренуле кампању против Венизелоса. Низ чланака које је, по свему судећи, написао принчев секретар називао га је „дрским саветником”, критикујући његову политику као анти-синдикалну, антидинастичку и провластичку. После смене, Венизелос се повукао из политике. Међутим, у децембру 1901. је одговорио на оптужбе у пет чланака у листу Кирик, што је навело принца да га ухапси и затвори. 

### Побуна
Венизелос се затим појавио на јавној сцени у пролеће 1905. године, када је избио устанак против критске владе. Био је њен вођа, осуђујући корумпираност пратње принца Ђорђа и владареву неспособност да убеди велике силе да прихвате идеју о унији Крита са Грчком. Силе, посебно Русија и Аустроугарска, одлучно су се противиле унији из страха да би то нарушило крхку политичку равнотежу у Европи, посебно на Балкану. Поред тога, нису били вољни да умире Грчку, са њеном познатом слабом војском и морнарицом, на рачун отуђења Турске.
Током Критског устанка (1897–1898) која је довела до успостављања аутономије на Криту, Венизелос је био ватрени заговорник уније са Грчком. Међутим, током свог премијерског мандата на острву, замишљао је аутономију, верујући да би унија била преурањена. Током свог одсуства са власти, Венизелос је поново променио уверење о „критском питању“. Као и 1897, он се од тада залагао за унију по сваку цену. Иако је био одсутан из политичког живота, показао је подршку заговорницима уније (Енозис) током њихових демонстрација.

### Скупштина у Терису
У фебруару 1905. Венизелос је организовао скупштину у Терису са групом од седамнаест других критских вођа који су постали језгро његовог покрета. Најпре им се придружило 300 наоружаних Крићана које би, иако нису представљали значајну војну претњу, било веома тешко уклонити, скривене у клисури Терисо. Утицај овог чина био је важан: у року од двадесет дана, око 7.000 симпатизера стигло је у Терисо. Венизелос је изабрао село Терисо због његовог стратешког положаја 14 км од Хање, његове природне одбране у подножју Белих планина и лаког приступа другим селима и долинама, око Хање, као и према Сфакији. Пролаз ка Терису је брањен уским клисурама, које су устаници лако контролисали. Ове клисуре су скривале бројне пећине које су служиле као природна склоништа за устанике који су се окупљали око села. Село је већ било симбол отпора пре 1905: 1821. године, током грчког рата за независност, неколико стотина тамошњих Грка разбило је војску од 21.000 Османлија.
Побуна је званично избила усред бела дана 23. марта 1905, када се око 1.500 Крићана састало у Терису, који је од тада постао центар побуне. Венизелос и други истакнути принчеви критичари чинили су језгро побуне, заједно са око хиљаду људи, од којих је само половина била наоружана. Од првих тренутака дошло је до окршаја између жандармерије и побуњеника.
Осим општег незадовољства принчевом ауторитарном владом, окупљени побуњеници су ватрено подржавали унију са Грчком. Првог дана устанка, Венизелос је изјавио да је Енозис немогућ све док је принц Ђорђе високи комесар острва. Устаници су одобрили следећу декларацију и прочитана је у цркви Светог Ђорђа у Терису 10. марта: „Критски народ, који се данас састаје на генералној скупштини у Терису у Кидонији, данас, 11/24. Краљевина Грчка, у јединственој слободној и уставној држави“.
Следећег дана, Папагијанакис, бивши посланик у критској скупштини, и Константинос Манос, саопштили су конзулима великих сила, у име побуњеника, разлоге који су довели до побуне. Поменули су транзициони карактер садашње владе и евентуалну жељу да се придруже Грчкој, и навели политичку нестабилност која је спречавала стране инвестиције и кочила развој острва. Коначно, поменули су растуће опште незадовољство због „скоро апсолутистичке“ природе владе. Из Териза, Венизелос је организовао привремену владу која је штампала сопствене поштанске марке и новине. Папагијананакис је изабран за председника скупштине устаника, а помагала су му четири потпредседника. Појавио се револуционарни тријумвират: Константинос Фумис, Венизелосов пријатељ из детињства и бивши тужилац Вишег суда, као и члан парламента и бивши министар, добио је задужење за финансије; Константинос Манос, бивши градоначелник Хање, бавио се војним аспектом и био је на месту генералног секретара; Венизелос је покривао политичку и организациону страну.
Опозиција је одлучила да не учествује на изборима заказаним за 24. март 1905. који ће изабрати 64 критска посланика (поред десет које је директно именовао принц Ђорђе). Побуњеници у Терису позвали су на бојкот избора и на оружану борбу против режима.
Нова скупштина, која се састала 20. априла у Хањи, отворена је говором принца Ђорђа о економији и планираним реформама. Међутим, чим је напустио састанак, скупштина је гласала за Енозис. У скупштинској сали, у потпуности украшеној грчким заставама, посланици су прогласили унију Крита са грчком матицом и ставили га под контролу краља Ђорђа I. Затим су о овој резолуцији обавестили конзуле великих сила у Хањи.  Дана 31. маја, на крају скупштинског заседања, већина посланика приступила је Скупштини у Терису. Месец дана касније, два принчева главна саветника, Криарис и Кундоурос (министар финансија), дали су оставке на своје функције и придружили се свом бившем колегама у планинама у Терису.

### Грађански рат
Ратно законодавство је прогласио принц Ђорђе, који је имао на располагању само 1.100 жандарма, као и обећање од европских сила. Присуство две паралелне владе довело је до скоро грађанског рата међу становништвом, са сукобима који су оставили неколико жртава у околини Хање. Крајем априла дошло је до оружаних сукоба жандарма и побуњеника на Вуколију. Убијена су три побуњеника и два жандарма, док је петнаестак сељака рањено. Током окршаја, становници су запалили жандармске станице.
Почетком августа устаници су заузели царинарницу на Кастели Панормосу. Ујутро 7. августа, руска топовњача Храбри, са 200 царских гардиста, као и неколико критских жандарма, бацила је сидро код Кастелија. Два руска официра и италијански поручник жандармерије кренули су у сусрет побуњеницима како би се укључили у преговоре. Италијански жандарм је наредио побуњеницима да машу белом заставом предаје у наредних пола сата или ће се у супротном суочити са гранатирањем. Сат и по касније, Храбри је отворио ватру. Овај инцидент је изазвао веће немире.
Док је Константинос Манос марширао на Ретимно тражећи да ослободи политичке затворенике, побуњеници су напали Кубес (западно од Ретимна). Следећег дана, пуковник Урбанович је послао педесетак пешака да бране положај, али су руски војници претрпели неуспех. Сам Урбанович је тада изашао на лице места предводећи колону од 400 војника. Суочени са овим појачањима, побуњеници су морали да напусте своје положаје и да се повлаче на југ до Аципопула, на висовима Ретимна. Након борбе против Руса и жандарма, Крићани су на крају уступили село Русима. Међу жртвама борби биле су и извесне вође устаника. Извештаји француског конзула у Хањи примећују да, упркос овим догађајима, устаници нису водили систематски напад на европске трупе.
Почетком лета 1905. принц Ђорђе је схватио важност обнове дијалога са Венизелосом. Желео је да то учини преко заједничког познаника Џејмса Бурчијера, тадашњег дописника Тајмса из региона. Најпре је пристао на разговоре у кампу Терисо, Венизелос је потом одбио позив, тврдећи да је било каква сарадња са Високим комесаром немогућа.
Током нове парламентарне седнице у септембру, Критска скупштина, подстакнута побуном, гласала је за неколико реформи преузетих директно из програма Венизелиста:
- Укидање принчеве прерогативе да именује градоначелнике и општинске одборнике;
- Увођење општег мушког права гласа за све општинске функције;
- Укидање принчеве прерогативе да именује десет скупштинскихһ посланика по свом избору;
- Укидање ограничења слободе штампе;
- Измена изборног закона.[13]

Пре него што су принчеви савезници имали времена да одговоре, Скупштина је одлучила да сазове Народну скупштину која би могла да доноси законе о свим релевантним питањима.
Долазак зиме отежавао је живот устаницима који су се скривали по планинама. Од октобра финансијска ситуација је била забрињавајућа. Да би издржао ратне напоре побуњеника, Венизелос је морао да узима кредите. Тако је позајмио 100.000 франака. Октобар је такође доживео прве пребеге. Побуњеничке групе из околине Ситије су положиле оружје и амнестиране су. Средином октобра, Венизелос и његови другови су схватили да ће бити тешко одржати побуну, тим пре што су најновије војне операције биле директно усмерене на њиһх, пре свега Руса. Обавестили су да су спремни да судбину острва повере Великим силама. Венизелос је учествовао у новим преговорима са конзулима, настојећи да добије максималне уступке у погледу унутрашњих послова острва. У писму упућеном великим силама, он је изјавио да намерава да положи оружје у замену за часне услове. Већина побуњеника била је спремна да преда своје оружје, а за оне који су одбили да положе оружје, предложено је да буду превезени у Грчку без разоружавања. У замену за 800 пушака и исто толико патрона, била би могућа амнестија за устанике, осим за дезертиране жандарме. Уз ове услове, Венизелос је прихватио предају. Неколико дана касније добио је право да дезертерски жандарми превезу у Грчку. 25. новембра логор Терисо је разбијен и проглашена је амнестија.

### Реакције других држава
Од почетка устанка, конзули великих сила са седиштем на Криту састајали су се на бројним састанцима. Брзо је планирано појачање локалне жандармерије европским трупама. Сличном брзином, грчки принц Ђорђе обезбедио је од европских сила стварање међународног корпуса који је требало да помогне критској жандармерији у заштити Хање од могућег напада побуњеника.
Грчка влада, коју је предводио Теодорос Делигијанис, успротивила се Венизелосовој акцији. Делигијанис је обавестио краља Ђорђа о устанку и принца Ђорђа о његовој подршци и јавно је осудио „Венизелосов државни удар на Криту“.
Међу европским народима, Русија је најодговорније реаговала на догађаје. Према Венизелосовом биографу Честеру, руски војни обвезници су били посебно окрутни у опхођењу према венизелистима. Током марта и априла, контингент царских војника је кренуо ка Лефка Орију у пратњи критских жандарма. Почетком јуна, руске трупе су се искрцале на Криту и заузеле неколико села, док је руска флота бомбардовала неколико других. Британци су, упркос подршци постојећем режиму, предузели само неколико симболичних акција без стварног утицаја. Што се тиче Француза и Италијана, они су избегавали да учествују у било каквој антиреволуционарној активности. Ипак, међународне снаге су се окупиле у Аликианосу, на путу за Терисо, спремне да приме наређења. Доласком трупа у Аликианос, пуковник Лубански из француске војске организовао је први састанак са побуњеницима у Фурну, између Аликијаноса и Териса, на месту где су устаници могли непогрешиво да виде европске снаге окупљене у долини. Разговори су одржани 1. априла, а присуствовали су им Константинос Фумис и Константинос Манос, док је пуковник Лубански примао притужбе побуњеника. Следећег дана, овај је отишао у Терисо са поруком за Венизелоса: "Силе су биле једногласне у погледу немогућности анексије острва од стране Грчке."
Након што је Критска скупштина објавила своју декларацију о независности у априлу 1905. године, велике силе су одговориле 2. маја: биле су одлучне да искористе своје поморске и копнене снаге ако је потребно за одржавање реда. Истог дана, у Ираклиону, британска војска је дискретно уклонила грчку заставу која се вијорила изнад зграде владе и заменила је заставом Крита. Међутим, касније, пошто су велике силе схватиле да је принц Ђорђе изгубио подршку народа, договориле су преговоре. Дана 13. јула, вође устаника су позване да се састану са европским конзулима. Следећег дана, Венизелос, Фумис и Манос су ихһ срели у манастиру близу Моурниса. Сваки вођа је отишао у манастир у пратњи својих људи, који су опколили зграду, али без инцидената. Пошто је свака страна остала утаборена на својим позицијама, током разговора није постигнут договор.
Силе су 31. јула прогласиле ванредно стање. Чини се да је ова мера имала минималан утицај: побуњеници су тада контролисали цео запад острва, где је владао ред, и били су спремни да се повуку у Беле планине ако је потребно. После тога, стране трупе су појачале своју активност. Британци су заузели Ираклион, Руси Ретимно, Италијани Кисамос а Французи Ајос Николаос, Ситију и Јерапетру. Код Ретимна су Руси прогласили опсадно стање и мере које су предузели биле су оштрије него у другим регионима острва.
У новембру 1905, као одговор на Венизелосово писмо у којем је потврдио своју спремност да положи оружје, Силе су пристале на значајне реформе и прогласиле општу амнестију у замену за 700–800 пушака. Међународна комисија је посетила острво и препоручила ремонт Критске жандармерије како би је предводили грчки официри и повлачење међународних снага присутнихһ на острву почев од 1897. године.

## Крај побуне
Крајем новембра 1905. близу 1.000 устаника и жандарма превезено је у Грчку. Ипак, упркос њиховом одласку и заустављању побуне коју је позвао Венизелос, Крит је остало место напетих осећања и ситуација где је могло поново да избије устанак. Тензије између присталица обе стране довеле су до сукоба. На пример, када су одржани општински избори и опозиција је освојила 40 од 77 расположивих места градоначелника, дошло је до крвопролића. У фебруару 1906. Велике силе су послале мисију да процени администрацију и финансије Крита. Крајем марта чланови комисије завршили су студиј, који су дали на власт. Нови законодавни избори одржани су у мају 1906. Принчева странка је освојила 78 посланичких места у скупштини, док је опозиција освојила 36. Када је принц Ђорђе отворио заседање парламента у јулу, објавио је да су извештај међународне комисије проучавале велике силе, који су такође разматрали како би се могле узети у обзир националне тежње Крићана. Ојачана у својим намерама, скупштина је још једном гласала за анексију Крита од стране Грчке и обуставила своје активности док се не објави одлука сила.
Дана 25. јула, у Хањи, велике силе су објавиле низ предложених реформи за острво:
- Реформа жандармерије, постављањем грчког официра на њено чело
- Стварање критских оружаниһ снага које би омогућиле дефинитивно повлачење међународних трупа
- Уговор о зајму од 9 300 000 франака, од чега би две трећине биле намењене јавним радовима, а преостала трећина служила би као одштета жртвама недавних побуна
- Проширење грчке финансијске комисије на Крит (међународна комисија која контролише грчке финансије)
- Стварање комисије састављене од Крићана и конзула за ревизију експропријације муслиманске имовине, земљишта, џамија и гробља
- Једнака права за хришћане и муслимане
- Уставна ревизија
- Договор о тачкама неслагања са Турском, међу којима су биле питање националне заставе, притвор критских затвореника у Турској, телеграфске тарифе и заштита Крићана у иностранству и Турској
- Препорука која обавезује конзуле да се консултују са локалним властима о свим питањима јавног реда
- Извештај о плаћању камата на зајам од 4 000 000 франака до 1911. године[19]

Венизелос је био расположен да прихвати предлоге, али принц Ђорђе је на њих гледао непријатељски. Наредних дана тражио је од Атине да поднесе своју оставку силама. Његов отац, краљ Ђорђе I, користио је своја пуна овлашћења како би покушао да измени реформе додељене острву, али једини уступак који је успео да добије било је право да изабере наследника свога сина.
У скупштини је 80 од 130 посланика, сви блиски влади, показало незадовољство идејом о смени Ђорђа, што је претило да острво поново гурне у побуну. Што је принчев одлазак изгледао ближи, његови савезници су се више узнемиривали у нади у нову европску интервенцију. Сигурнима је, међутим, овога пута било јасно да се ситуација може поправити само његовим одласком.
Дана 25. септембра 1906. принц Ђорђе је заувек напустио острво. Бројни симпатизери окупили су се у Хањи да би се опростили. Шест стотина њих је било наоружано, што је додатно појачало тренутну напетост. Више није било речи о одлагању његовог одласка и даљем одржавању раскошних церемонија за њега. Укрцао се на грчки бојни брод Псара и док је гомила почела да се диже, трупе су интервенисале у исто време када су се британски војници искрцали.

## Последице
Принца Ђорђа од Грчке заменио је Александрос Заимис, бивши грчки премијер, на петогодишњи мандат који је почео 18. септембра 1906. године. Од јуна 1906, споразум између бивших побуњеника Териса и Критске скупштине омогућио је стварање конститутивне скупштине коју је предводио Антониос Микелидакис. Ово тело је 2. децембра поднело нови устав Заимису, који му се потом заклео на верност.
Ред се постепено вратио на острво. Успостављена је јавна управа и донети закони за унапређење здравственог и образовног система. У јулу 1907. Микелидакис је изабран за председника Критске скупштине, победивши Константина Фумиса са 34 према 31 гласу. Импресиониране напорима које је влада Крита уложила, и након што су добила уверавања у погледу безбедности муслиманског становништва, европске силе су одлучиле да пошаљу своје трупе кући. Први француски контингенти су се 26. августа 1908. укрцали у Хању, отварајући пут за потпуну евакуацију острва.
Године 1908. Младотурска револуција је узбуркала османски политички пејзаж и затегла односе између Турске и Крита. Нове вође царства желеле су да пониште споразуме усвојене у вези са статутом острва и поново интегришу Крит у Царство. Дана 10. октобра, искористивши Заимисово одсуство, одбор који је обављао његове дужности прогласио је унију Крита са Грчком, акцију коју је касније одобрио парламент. Укинута је функција високог комесара и усвојен грчки устав. Састао се извршни комитет, са Венизелосом у његовом центру који је држао ресор спољних послова. Грчка влада Георгија Теотокиса није ризиковала да ратификује ову унију, али су велике силе само половично протестовале, наставивши своје војно повлачење и завршивши га у јуну 1909. године. Године 1913, након Првог балканског рата, Крит је постигао званичну унију са Грчком.
Устанак у Терису је успоставио славу Елефтериоса Венизелоса на Криту, а такође и у континенталној Грчкој; наставиће да обавља функцију премијера Крита од априла до септембра 1910. Следећег месеца, краљ Ђорђе I га је позвао да постане премијер Грчке, на функцију коју ће обављати седам пута између 1910. и 1933. године.